# 舒國光
舒國光（1495年—？），字賓之，號寶峰，江西廣信府弋陽縣人，民籍，明朝政治人物、同進士出身。

## 生平
嘉靖元年（1522年）壬午科江西鄉試第一百二十六名。嘉靖八年，登己丑科會試第二百二十名，廷試第三甲第三十八名進士。曾官廣東揭陽縣知縣。

## 家族
曾祖舒旭澄；祖父舒仲銓；父舒伯和。母吳氏。慈侍下。